# 아카데미 특별업적상
아카데미 특별업적상(Special Achievement Academy Award)은 아카데미상의 부문 중 하나로, 매년 수여되는 것은 아니다. 특별업적을 한 사람에게 주어진다. 68회(1995년) 시상식 이후로 수상하지 않고 있다.